# Puccinia eragrostidis-superbae
Puccinia eragrostidis-superbae ist eine Ständerpilzart aus der Ordnung der Rostpilze (Pucciniales). Der Pilz ist ein Endoparasit von Liebesgräsern. Symptome des Befalls durch die Art sind Rostflecken und Pusteln auf den Blattoberflächen der Wirtspflanzen. Sie ist ein Endemit Südafrikas.

## Merkmale

### Makroskopische Merkmale
Puccinia eragrostidis-superbae ist mit bloßem Auge nur anhand der auf der Oberfläche des Wirtes hervortretenden Sporenlager zu erkennen. Sie wachsen in Nestern, die als gelbliche bis braune Flecken und Pusteln auf den Blattoberflächen erscheinen.

### Mikroskopische Merkmale
Das Myzel von Puccinia eragrostidis-superbae wächst wie bei allen Puccinia-Arten interzellulär und bildet Saugfäden, die in das Speichergewebe des Wirtes wachsen. Aecien oder Spermogonien der Art sind nicht bekannt. Die zimtbraunen Uredien des Pilzes wachsen beidseitig auf den Blattoberflächen der Wirtspflanze. Ihre ebenfalls zimtbraunen Uredosporen sind eiförmig bis oval, 27–32 × 20–25 µm groß und fein stachelwarzig. Die Telien der Art sind schwarzbraun, früh offenliegend und kompakt. Die haselnussbraunen Teliosporen sind zweizellig, in der Regel ellipsoid bis länglich ellipsoid und 38–42 × 24–27 µm groß; ihre Stiele sind hyalin bis golden und bis zu 112 µm lang.

## Verbreitung
Das bekannte Verbreitungsgebiet von Puccinia eragrostidis-superbae umfasst lediglich Südafrika.

## Ökologie
Die Wirtspflanzen von Puccinia eragrostidis-superbae sind verschiedene Arten der Liebesgräser. Der Pilz ernährt sich von den im Speichergewebe der Pflanzen vorhandenen Nährstoffen, seine Sporenlager brechen später durch die Blattoberfläche und setzen Sporen frei. Die Art verfügt über einen Entwicklungszyklus, von dem bislang lediglich Telien und Uredien sowie deren Wirt bekannt sind; Spermogonien und Aecien konnten dem Pilz nicht zugeordnet werden.